# Simonestus validus
Simonestus validus là một loài nhện trong họ Corinnidae.
Loài này thuộc chi Simonestus. Simonestus validus được Eugène Simon miêu tả năm 1898.